# Saadja ben Josef
Saadja ben Josef, Saadja Gaon (hebr. סעדיה בן יוסף גאון, ur. 882 lub 892 w Dilas, zm. 942 w Surze) – rabin, żydowski filozof i komentator z okresu geonim. Saadia znany jest ze swych prac nad językiem hebrajskim, Halachą i filozofią żydowską.
Urodził się w Górnym Egipcie. W 915 roku opuścił Egipt i podróżował po Palestynie. W latach 928–930 i 936–942 był gaonem akademii talmudycznej w Surze.
Był jednym z przedstawicieli tzw. żydowskiego Kalam (nurtu stawiającego na racjonalne wyjaśnienie religii żydowskiej) i autorem pracy pt.  Emunoth ve-Deoth, będącej pierwszą próbą systematycznego ujęcia teologii żydowskiej przy użyciu instrumentów zaproponowanych przez filozofię starożytnej Grecji.